# Skrog
 For alternative betydninger, se Skrog (flertydig). (Se også artikler, som begynder med Skrog)
Et skrog er i skibsterminologi betegnelsen for et skibs "krop".
Et skrog, et skibs eller en båds hoveddel. Skrogets form er fastlagt ved linjetegningen. Undervandsskroget er af stor betydning for fremdrivningsforholdene, overvandsskroget for sødygtigheden, mens fartøjets stabilitet afhænger af begge. I store skibe er skrogets indre opdelt med dæk og skotter.
| Vandsport/vandtransport | Spire Denne vandsports- eller vandtransportsartikel er en spire som bør udbygges. Du er velkommen til at hjælpe Wikipedia ved at udvide den. |